# 隋平建国门事变
隋平建国门事变，610年（隋炀帝大业六年），隋朝平定冲击洛阳建国门的事变。
大业六年（610年）夏历正月初一日，拂晓前有壮士数十人，白衣白冠，焚香持花，自称弥勒佛，闯入洛阳皇城建国门（端门）。护守建国门的监门官、守门官兵都叩头礼拜，壮士夺取卫兵武器，将进入宫中起事。后与齐王杨暕的卫兵相遇互斗，壮士斗败被杀死。佛教说释迦牟尼佛衰落，弥勒佛代兴，很多人假借弥勒佛出世作号召反抗统治。隋炀帝杀死这数十人，在东都洛阳下旨搜索大搜查，连坐者达千余家。